# Eugénio de Andrade
Eugénio de Andrade, pseudonimo di José  Fontinhas Rato (Fundão, 19 gennaio 1923 – Porto, 13 giugno 2005), è stato un poeta e scrittore portoghese.

## Biografia
Nato a Póvoa de Atalaia (Fundão) il 19 gennaio 1923, si trasferì a Lisbona nel 1932 con la madre, che nel frattempo si era separata dal padre. Studiò nel Liceo Manuel Passos e nella Scuola Tecnica Machado de Castro, scrivendo le sue prime poesie nel 1936: una delle prime è intitolata "Narciso", e fu pubblicata tre anni dopo.
Nel 1943 si trasferì a Coimbra, dove ritornò dopo aver fatto il servizio militare, convivendo con Miguel Torga e Eduardo Lourenço. Nel 1947 diventò funzionario pubblico, svolgendo per 35 anni la funzione di ispettore amministrativo del Ministero della salute. Nel 1950 venne trasferito per lavoro a Porto, ove risiederà per quarant'anni. A seguito della pensione andò ad abitare in quella che oggi è la sede della Fundação Eugénio de Andrade, presso la città di Foz do Douro.
Durante gli anni il poeta viaggiò, partecipando a vari eventi dove strinse amicizie e relazioni con molte personalità della cultura portoghese e straniera, come Joel Serrão, Miguel Torga, Afonso Duarte, Carlos Oliveira, Eduardo Lourenço, Joaquim Namorado, Sophia de Mello Breyner Andresen, Teixeira de Pascoaes, Vitorino Nemésio, Jorge de Sena, Mário Cesariny, José Luís Cano, Ángel Crespo, Luís Cernuda, Marguerite Yourcenar, Herberto Helder, Joaquim Manuel Magalhães, João Miguel Fernandes Jorge, Óscar Lopes, e molti altri.
Nonostante il suo enorme prestigio nazionale e internazionale, Eugénio de Andrade visse sempre lontano dalla vita sociale, letteraria e mondana, giustificando le sue rare apparizioni in pubblico con essa debilidade do coração que é a amizade ("questa debolezza del cuore che è l'amicizia"). Ricevette vari premi, tra i quali il Premio dell'Associazione Internazionale dei Crítici Letterari (1986), Prémio D.Dinis (1988), il Gran Premio della Poesia dell'Associazione Portoghese degli Scrittori (1989) e il Premio Camões (2001).
Nel settembre del 2003 a sua opera Os sulcos da sede fu premiata con il premio della poesia di Pen Clube. Morì il 13 giugno del 2005, a Porto, a seguito di una prolungata malattia neurologica.

## Opere letterarie
Debuttò nel 1942 con l'opera Adolescente, e raggiunse una certa notorietà già nel 1945 con il libro di versi Pureza. A seguito di questi libri, gli unici pubblicati col suo vero nome, presto rinnegati e solo in parte rivalutati posteriormente dall'autore (nel libro Primeiros Poemas, del 1977) giunse la consacrazione con la pubblicazione di As mãos e os frutos (1948), elogiato da critici quali Jorge de Sena e Vitorino Nemésio.
L'opera poetica di Eugénio de Andrade è limpida e immediata, caratterizzata da un intenso labor limae volto al raggiungimento della maggior purezza linguistica possibile. Venne considerata da José Saramago come una "poesia del corpo cui si arriva attraverso una depurazione continua".
Tra le opere poetiche pubblicate in molti decenni di carriera si possono citare Os amantes sem dinheiro (1950), As palavras interditas (1951), Escrita da terra (1974) Matéria Solar (1980), Rente ao dizer (1992), Ofício da paciência (1994), O sal da língua (1995) e Os lugares do lume (1998).
Per quanto riguarda la prosa, pubblicò "Os afluentes do silêncio" (1968), "Rosto precário" (1979) e "À sombra da memória" (1993), oltre alle storie per bambini "História da égua branca" (1977) e "Aquela nuvem e as outras" (1986).
Eugénio de Andrade fu anche traduttore di poesia: dallo spagnolo tradusse Federico García Lorca, Antonio Buero Vallejo e Jorge Luis Borges dal greco antico Saffo, e dal greco moderno Ghiannis Ritsos.
Ricevette vari premi, tra i quali il Prémio dell'Associazione Internazionale dei Crítici Letterari (1986), Prémio D.Dinis (1988), Grande Prémio della Poesia dell'Associazione Portoghese degli Scrittori (1989) e il Premio Camões (2001).
Nel settembre del 2003 la sua opera Os sulcos da sede fu premiata con il premio della poesia Pen Clube.

## Opere di poesia
- Adolescente, 1942.
- Pureza, 1945.
- Os Amantes sem Dinheiro, 1950.
- As Palavras Interditas, 1951.
- Até Amanhã, 1956.
- Coração do Dia, 1958.
- Mar de Setembro, 1961.
- Ostinato Rigore, 1964.
- Obscuro Domínio, 1971.
- Véspera de Água, 1973.
- Escrita da Terra, 1974.
- Homenagens e outros Epitáfios, 1974.
- Limiar dos pássaros, 1976.
- Primeiros Poemas, 1977.
- Memória Doutro Rio, 1978.
- Matéria Solar, 1980.
- O Peso da Sombra, 1982.
- Branco no Branco, 1984.
- Vertentes do Olhar, 1987.
- O Outro Nome da Terra, 1988.
- Contra a Obscuridade, 1988.
- Rente ao Dizer, 1992.
- Ofício de Paciência, 1994.
- O Sal da Língua, 1995.
- Pequeno Formato, 1997.
- Os Lugares do Lume, 1998.
- Os Sulcos da Sede, 2001.

## Antologie
- Daqui houve nome Portugal, 1968.
- Variações sobre um corpo, 1972.
- Versos e alguma prosa de Luís de Camões, 1972.

## Letteratura per bambini
- História da égua branca, 1977.
- Aquela nuvem e outras, 1986.

## Prosa
- Os afluentes do silêncio, 1968.
- História da égua branca, 1976.
- Rosto precário, 1979.
- À sombra da memória, 1993.

## Traduzioni in italiano
- Ostinato rigore. Antologia poetica, trad. di Carlo Vittorio Cattaneo, Edizioni Abete, Roma 1975.
- Memoria d'un altro fiume, trad. di Carlo Vittorio Cattaneo, Éditions Internationales Euroeditor, Lussemburgo 1984.
- Changer de Rose. Poèmes de Eugénio de Andrade traduits em espagnol, français, italien, anglais et alemand, Trad. de Ángel Crespo, Xosé Lois García, Pilar Vásques Cuesta, Armand Guibert, Robert Quemserat, Isabel Magalhães, Sophia de Mello Breyner e Guillevic, Bruno Tolentino, Carlo Vittorio Cattaneo, Giuseppe Tavani, Luciana Stegagno Picchio, Jonathan Griffin, Jean R. Longland, Mário Cláudio e Michel Gordon Lloyd, Erwin Walter Palm, Curt Meyer-Clason, Porto 1978.
- Vigilia dell'acqua, Empiria, Roma 1990.
- Dal mare o da altra stella, trad. di Federico Bertolazzi, Bulzoni 2006. (ISBN 8878701114)